# Pechino Express (settima edizione)
La settima edizione del reality Pechino Express, sottotitolata Avventura in Africa, è andata in onda in prima serata su Rai 2 dal 20 settembre al 22 novembre 2018 per 10 puntate. La conduzione è affidata a Costantino della Gherardesca, come per le edizioni successive alla prima.
In questa edizione i concorrenti attraversano tre Paesi dell'Africa: Marocco, Tanzania e Sudafrica.
Come sempre tutti i premi vinti sono andati in beneficenza: in quest'edizione sono stati donati ad AMREF, associazione non governativa che opera in Africa.

## Concorrenti
| Coppia              | Componenti                               | Classifica | Stato                |
| ------------------- | ---------------------------------------- | ---------- | -------------------- |
| Le signore della TV | Maria Teresa Ruta e Patrizia Rossetti    | 1ª         | Vincitrici           |
| Gli scoppiati       | Fabrizio Colica e Tommy Kuti             | 2ª         | Secondi classificati |
| Le mannequin        | Linda Morselli e Rachele Fogar           | 3ª         | Eliminate            |
| I surfisti          | Francisco Porcella e Andrea Montovoli    | 4ª         | Eliminati            |
| Le Sare             | Sara Ventura e Sarah Balivo              | 5ª         | Eliminate            |
| I ridanciani        | Paola Caruso e Tommaso Zorzi             | 6ª         | Ritirati             |
| Gli alieni          | Roberto Meloni e Simone Morandi          | 7ª         | Eliminati            |
| I promessi sposi    | Roberta Giarrusso e Riccardo Di Pasquale | 8ª         | Eliminati            |
| I mattutini         | Adriana Volpe e Marcello Cirillo         | 9ª         | Eliminati            |
| I poeti             | Mirko Frezza e Tommy Kuti                | 10ª        | Ritirati             |
| Le Coliche          | Claudio Colica e Fabrizio Colica         | 11ª        | Ritirati             |

## Tappe
| Puntata | Paese              | Partenza                                    | Intermedio                                | Arrivo                             | Lunghezza                 |
| ------- | ------------------ | ------------------------------------------- | ----------------------------------------- | ---------------------------------- | ------------------------- |
| 1       | Marocco            | Tangeri (Detroit Palace)                    | Azrou (Souk Hebdomadaire Mardi)           | Midelt (Souk Jemâa)                | 549 km                    |
| 2       | Marocco            | Midelt                                      | Merzouga                                  | Skoura (Kasbah Amridil)            | 491 km                    |
| 3       | Marocco            | Ouarzazate (Atlas Film Corporation Studios) | Marrakech (Riad "Les Mille et Une Nuits") | Oualidia (spiaggia)                | 394 km                    |
| 4       | Marocco            | Oualidia (spiaggia)                         | El Jadida (Cité Portugaise)               | Casablanca (Moschea Hassan II)     | 220 km                    |
| 4       | Tanzania           | Moshi (Queen Elizabeth Memorial)            | -                                         | Swala Boma (Villaggio Masai)       | 48 km                     |
| 5       | Tanzania           | Fuka (Fuka Lutheran Church)                 | Mto wa Mbu                                | Babati (Stazione degli autobus)    | 323 km                    |
| 6       | Tanzania           | Babati                                      | Katesh (Stazione degli autobus)           | Dodoma                             | 278 km                    |
| 7       | Tanzania           | Dodoma (Moschea Rosa)                       | Morogoro (Monti Uluguru)                  | Dar es Salaam (Msasani Slipway)    | 515 km                    |
| 8       | Tanzania           | Stone Town (porto)                          | Nungwi (faro)                             | Stone Town (Old Fort Arena)        | 266 km                    |
| T       | Tanzania Sudafrica | Zanzibar - Tsitsikamma                      | Zanzibar - Tsitsikamma                    | Zanzibar - Tsitsikamma             | 3172 km (in linea d'aria) |
| 9       | Sudafrica          | Tsitsikamma (Storms River)                  | Oudtshoorn (Grotte Cango)                 | Capo Agulhas (Faro)                | 623 km                    |
| 10      | Sudafrica          | Paarl (Mbekweni School)                     | Città del Capo (Nobel Square)             | Città del Capo (St. John's Church) | 171 km                    |
| Totale  | Totale             | Totale                                      | Totale                                    | Totale                             | 15 000 km                 |

## Tabella delle eliminazioni
Legenda
- Vincitori di Pechino Express
- Vincitori della prova immunità/prova vantaggio
- Perdenti della prova svantaggio
- Vincitori di tappa
- A rischio eliminazione
- La coppia si salva perché nella busta nera c'è scritto che la tappa non è eliminatoria
- La coppia viene eliminata dalla busta nera ma ripescata nella tappa successiva e viene chiamata "coppia velata"
- La coppia è ultima in classifica e viene eliminata direttamente
- La coppia è arrivata al traguardo con la bandiera nera (retrocede di una posizione)
- La coppia si ritira
- N.C. la coppia non porta a termine la tappa
- S  Coppie simbiotiche

| Coppie                                   | 1ª puntata Marocco | 2ª puntata Marocco    | 2ª puntata Marocco    | 3ª puntata Marocco    | 4ª puntata Marocco Tanzania | 4ª puntata Marocco Tanzania | 5ª puntata Tanzania    | 6ª puntata Tanzania    | 6ª puntata Tanzania    | 6ª puntata Tanzania    | 7ª puntata Tanzania    | 7ª puntata Tanzania    | 8ª puntata Tanzania    | 8ª puntata Tanzania    | 9ª puntata Sudafrica   | 9ª puntata Sudafrica   | 10ª puntata Sudafrica  | 10ª puntata Sudafrica   |
| ---------------------------------------- | ------------------ | --------------------- | --------------------- | --------------------- | --------------------------- | --------------------------- | ---------------------- | ---------------------- | ---------------------- | ---------------------- | ---------------------- | ---------------------- | ---------------------- | ---------------------- | ---------------------- | ---------------------- | ---------------------- | ----------------------- |
| Maria Teresa Ruta e Patrizia Rossetti    | 4ª                 | 7ª                    | 7ª                    | 5ª                    | 6ª                          | 5ª S                        | 2ª                     | 5ª                     | 5ª                     | 5ª                     | Vantaggio              | 2ª → 1ª                | Immunità               | Immunità               | 4ª                     | 4ª                     | In finalissima         | 1ª                      |
| Fabrizio Colica e Tommy Kuti             | Immunità           | 2ª S                  | 2ª S                  | 3ª                    | 3ª                          | 2ª                          | 3ª                     | Vantaggio              | 1ª                     | 1ª                     | 3ª                     | 3ª                     | 3ª                     | 3ª                     | 2ª                     | 2ª                     | In finalissima         | 2ª                      |
| Linda Morselli e Rachele Fogar           | 5ª S               | 3ª                    | 3ª                    | 1ª                    | 4ª                          | 4ª                          | Immunità               | 2ª                     | 2ª                     | 2ª                     | 1ª → 2ª                | 1ª → 2ª                | 2ª                     | 2ª                     | Vantaggio              | 1ª                     | 3ª                     | Eliminate (10ª puntata) |
| Francisco Porcella e Andrea Montovoli    | 6ª S               | 4ª                    | 4ª                    | 6ª                    | Immunità                    | Immunità                    | 6ª                     | Bandiera nera          | Bandiera nera          | 6ª S                   | 4ª                     | 4ª                     | Vantaggio              | 1ª                     | 3ª                     | 3ª                     | Eliminati (9ª puntata) | Eliminati (9ª puntata)  |
| Sarah Balivo e Sara Ventura              | Non in gara        | Non in gara           | Non in gara           | 4ª                    | 1ª                          | 3ª                          | 5ª                     | 4ª S                   | 4ª S                   | 4ª S                   | Svantaggio             | 6ª → 7ª                | 4ª                     | 4ª                     | Eliminate (8ª puntata) | Eliminate (8ª puntata) | Eliminate (8ª puntata) | Eliminate (8ª puntata)  |
| Paola Caruso e Tommaso Zorzi             | 2ª                 | 5ª S                  | 5ª S                  | Immunità              | 5ª                          | 1ª                          | 1ª                     | 3ª                     | 3ª                     | 3ª                     | 5ª                     | 5ª                     | N.C.                   | N.C.                   | Ritirati (8ª puntata)  | Ritirati (8ª puntata)  | Ritirati (8ª puntata)  | Ritirati (8ª puntata)   |
| Roberto Meloni e Simone Morandi          | Non in gara        | Non in gara           | Non in gara           | Non in gara           | Non in gara                 | Non in gara                 | Non in gara            | Immunità               | Immunità               | Immunità               | 7ª → 6ª                | 7ª → 6ª                | Eliminati (7ª puntata) | Eliminati (7ª puntata) | Eliminati (7ª puntata) | Eliminati (7ª puntata) | Eliminati (7ª puntata) | Eliminati (7ª puntata)  |
| Roberta Giarrusso e Riccardo Di Pasquale | 3ª                 | Vantaggio             | 1ª                    | 7ª                    | 2ª                          | 6ª S                        | 4ª                     | Eliminati (5ª puntata) | Eliminati (5ª puntata) | Eliminati (5ª puntata) | Eliminati (5ª puntata) | Eliminati (5ª puntata) | Eliminati (5ª puntata) | Eliminati (5ª puntata) | Eliminati (5ª puntata) | Eliminati (5ª puntata) | Eliminati (5ª puntata) | Eliminati (5ª puntata)  |
| Adriana Volpe e Marcello Cirillo         | 1ª                 | 6ª                    | 6ª                    | 2ª                    | 7ª                          | Eliminati (4ª puntata)      | Eliminati (4ª puntata) | Eliminati (4ª puntata) | Eliminati (4ª puntata) | Eliminati (4ª puntata) | Eliminati (4ª puntata) | Eliminati (4ª puntata) | Eliminati (4ª puntata) | Eliminati (4ª puntata) | Eliminati (4ª puntata) | Eliminati (4ª puntata) | Eliminati (4ª puntata) | Eliminati (4ª puntata)  |
| Mirko Frezza e Tommy Kuti                | N.C.               | Ritirati (1ª puntata) | Ritirati (1ª puntata) | Ritirati (1ª puntata) | Ritirati (1ª puntata)       | Ritirati (1ª puntata)       | Ritirati (1ª puntata)  | Ritirati (1ª puntata)  | Ritirati (1ª puntata)  | Ritirati (1ª puntata)  | Ritirati (1ª puntata)  | Ritirati (1ª puntata)  | Ritirati (1ª puntata)  | Ritirati (1ª puntata)  | Ritirati (1ª puntata)  | Ritirati (1ª puntata)  | Ritirati (1ª puntata)  | Ritirati (1ª puntata)   |
| Claudio Colica e Fabrizio Colica         | N.C.               | Ritirati (1ª puntata) | Ritirati (1ª puntata) | Ritirati (1ª puntata) | Ritirati (1ª puntata)       | Ritirati (1ª puntata)       | Ritirati (1ª puntata)  | Ritirati (1ª puntata)  | Ritirati (1ª puntata)  | Ritirati (1ª puntata)  | Ritirati (1ª puntata)  | Ritirati (1ª puntata)  | Ritirati (1ª puntata)  | Ritirati (1ª puntata)  | Ritirati (1ª puntata)  | Ritirati (1ª puntata)  | Ritirati (1ª puntata)  | Ritirati (1ª puntata)   |

## Tabella dei voti
Legenda
- Vincitori di Pechino Express
- Vincitori di tappa
- A rischio eliminazione
- A rischio eliminazione ma salvati dai vincitori di tappa
- Salvi da eliminazione diretta
- R  Coppia più votata e quindi a rischio eliminazione

| Patrizia Rossetti e Maria Teresa Ruta    | I surfisti   | Salvate               | R                     | Salve                 | Le mannequin           | I promessi sposi       | Le Sare                | Gli alieni             | Salve                  | Salvate                | Salve                  | -                       |                         |                       |                       |                       |                       |
| Fabrizio Colica e Tommy Kuti             | Le mannequin | I mattutini           | Le signore della TV   | Salvi                 | I promessi sposi       | I promessi sposi       | -                      | Le Sare                | Salvi                  | -                      | Salvi                  | -                       |                         |                       |                       |                       |                       |
| Linda Morselli e Rachele Fogar           | R            | I mattutini           | -                     | Salve                 | Salvate                | I promessi sposi       | Le Sare                | Le Sare                | Salve                  | I surfisti             | Ultime                 | Eliminate (10ª puntata) | Eliminate (10ª puntata) |                       |                       |                       |                       |
| Francisco Porcella e Andrea Montovoli    | Salvati      | I mattutini           | Le signore della TV   | Salvi                 | I promessi sposi       | Salvati                | Salvati                | Gli alieni             | Salvi                  | R                      | Eliminati (9ª puntata) | Eliminati (9ª puntata)  |                         |                       |                       |                       |                       |
| Sarah Balivo e Sara Ventura              | Non in gara  | Non in gara           | I promessi sposi      | Salve                 | I promessi sposi       | I promessi sposi       | R                      | Salvate                | Ultime                 | Eliminate (8ª puntata) | Eliminate (8ª puntata) | Eliminate (8ª puntata)  |                         |                       |                       |                       |                       |
| Paola Caruso e Tommaso Zorzi             | Le mannequin | I mattutini           | Le signore della TV   | Salvi                 | -                      | -                      | I surfisti             | Gli alieni             | N.C.                   | Ritirati (8ª puntata)  | Ritirati (8ª puntata)  | Ritirati (8ª puntata)   |                         |                       |                       |                       |                       |
| Roberto Meloni e Simone Morandi          | Non in gara  | Non in gara           | Non in gara           | Non in gara           | Non in gara            | Non in gara            | N.D.                   | R                      | Eliminati (7ª puntata) | Eliminati (7ª puntata) | Eliminati (7ª puntata) | Eliminati (7ª puntata)  |                         |                       |                       |                       |                       |
| Roberta Giarrusso e Riccardo Di Pasquale | Le mannequin | -                     | Salvati               | Salvi                 | R                      | R                      | Eliminati (5ª puntata) | Eliminati (5ª puntata) | Eliminati (5ª puntata) | Eliminati (5ª puntata) | Eliminati (5ª puntata) | Eliminati (5ª puntata)  | Eliminati (5ª puntata)  |                       |                       |                       |                       |
| Marcello Cirillo e Adriana Volpe         | -            | R                     | Le signore della TV   | Ultimi                | Eliminati (4ª puntata) | Eliminati (4ª puntata) | Eliminati (4ª puntata) | Eliminati (4ª puntata) | Eliminati (4ª puntata) | Eliminati (4ª puntata) | Eliminati (4ª puntata) | Eliminati (4ª puntata)  |                         |                       |                       |                       |                       |
| Mirko Frezza e Tommy Kuti                | N.C.         | Ritirati (1ª puntata) | Ritirati (1ª puntata) | Ritirati (1ª puntata) | Ritirati (1ª puntata)  | Ritirati (1ª puntata)  | Ritirati (1ª puntata)  | Ritirati (1ª puntata)  | Ritirati (1ª puntata)  | Ritirati (1ª puntata)  | Ritirati (1ª puntata)  | Ritirati (1ª puntata)   | Ritirati (1ª puntata)   | Ritirati (1ª puntata) | Ritirati (1ª puntata) | Ritirati (1ª puntata) | Ritirati (1ª puntata) |
| Claudio Colica e Fabrizio Colica         | N.C.         | Ritirati (1ª puntata) | Ritirati (1ª puntata) | Ritirati (1ª puntata) | Ritirati (1ª puntata)  | Ritirati (1ª puntata)  | Ritirati (1ª puntata)  | Ritirati (1ª puntata)  | Ritirati (1ª puntata)  | Ritirati (1ª puntata)  | Ritirati (1ª puntata)  | Ritirati (1ª puntata)   | Ritirati (1ª puntata)   | Ritirati (1ª puntata) | Ritirati (1ª puntata) | Ritirati (1ª puntata) | Ritirati (1ª puntata) |

## Prova immunità/vantaggio/svantaggio
- Coppia vincitrice dell'immunità/del vantaggio
- Coppia perdente della prova svantaggio

| Puntata | Tappa         | 1ª coppia           | 2ª coppia         | 3ª coppia           | 4ª coppia        |
| ------- | ------------- | ------------------- | ----------------- | ------------------- | ---------------- |
| 1       | Azrou         | I mattutini         | Gli scoppiati     | I ridanciani        | I promessi sposi |
| 2       | Merzouga      | Le mannequin        | I promessi sposi  | I mattutini         | -                |
| 3       | Marrakech     | I ridanciani        | -                 | -                   | -                |
| 4       | El Jadida     | I surfisti          | -                 | -                   | -                |
| 5       | Mto wa Mbu    | I ridanciani        | Le mannequin      | Le signore della TV | Le Sare          |
| 6       | Katesh        | Gli scoppiati       | Le mannequin      | Le signore della TV | -                |
| 7       | Dar es Salaam | Le signore della TV | -                 | -                   | -                |
| 7       | Dar es Salaam | Le Sare             | Gli alieni        | -                   | -                |
| 8       | Nungwi        | Gli scoppiati       | Le mannequin      | I surfisti          | Le Sare          |
| 9*      | Oudtshoorn    | Fabrizio e Linda    | Andrea e Patrizia | -                   | -                |
| 10      | -             | -                   | -                 | -                   | -                |

- *: arrivate al traguardo della Prova Vantaggio le coppie erano miste e così hanno disputato la prova. Successivamente Gli scoppiati e Le mannequin si sono sfidate in uno spareggio. Alla fine la coppia vincitrice è risultata quella delle mannequin.

## Handicap
| Puntata | Handicap iniziale | Coppia/e | Handicap intermedio                                              | Coppia/e               |
| ------- | ----------------- | -------- | ---------------------------------------------------------------- | ---------------------- |
| 1       | -                 | -        | -                                                                | -                      |
| 2       | -                 | -        | Portare uno scheletro fino al traguardo di tappa                 | I ridanciani           |
| 3       | -                 | -        | -                                                                | -                      |
| 4       | -                 | -        | -                                                                | -                      |
| 5       | -                 | -        | -                                                                | -                      |
| 6       | -                 | -        | Consegna della bandiera nera                                     | Gli scoppiati          |
| 7       | -                 | -        | Portare un gallo fino al traguardo di tappa                      | Le Sare e Gli alieni   |
| 8       | -                 | -        | Viaggiare con le signore della TV come zavorra fino a Stone Town | Le mannequin e Le Sare |
| 9       | -                 | -        | -                                                                | -                      |
| 10      | -                 | -        | Partire con 5 minuti di ritardo nella missione successiva        | Le signore della TV    |

## Vantaggio/Bonus
| Puntata | Vantaggio/Bonus | Coppia/e                       |
| ------- | --- | ------------------------------ |
| 1       | Viaggiare comodi fino al traguardo finale e immunità dall'eliminazione                                                                       | Gli scoppiati                  |
| 2       | Due posizioni guadagnate nella classifica di tappa                                                                                           | I promessi sposi               |
| 3       | Passare una serata in un hotel di lusso, fare un hammam, trascorrere una serata per il centro di Marrakech e immunità dall'eliminazione      | I ridanciani                   |
| 4       | Cenare in un ristorante di lusso di Casablanca, visitare in velivolo la cima del Kilimangiaro e passare un'esperienza tra la tribù dei Masai | I surfisti                     |
| 5       | Alloggiare in un albergo di lusso e fare un'escursione sul lago Babati insieme agli ippopotami                                               | Le mannequin                   |
| 6       | Visitare l'area di conservazione di Ngorongoro, passare un'esperienza con la tribù degli Hadza e immunità dall'eliminazione                  | Gli alieni                     |
| 6       | Due posizioni guadagnate nella classifica di tappa                                                                                           | Gli scoppiati                  |
| 7       | Una posizione guadagnata nella classifica di tappa                                                                                           | Le signore della TV            |
| 8       | Un’escursione sul mare e l’immunità dall’eliminazione Partire con 15 minuti di anticipo sugli avversari                                      | Le signore della TV I surfisti |
| 9       | Passare la notte in un albergo e fare shark cage diving con gli squali bianchi                                                               | Le mannequin                   |
| 10      | - | -                              |

## Puntate

### 1ª tappa (Tangeri → Midelt)
La prima puntata è andata in onda in prima visione il 20 settembre 2018 nella fascia di prime time su Rai 2.

#### Missioni
- Missione iniziale: Tutte le coppie, prigioniere su un tetto delle case della città di Tangeri dovevano liberare i propri zaini legati da una catena con un lucchetto a combinazione, risolvendo dei quesiti inviati da degli agenti segreti parkouristi inviati da Costantino. Nella busta, con dentro un'immagine di Ilona Staller i viaggiatori per poter sbloccare il lucchetto dovevano indovinare l'anno di nascita di quest'ultima. Una volta liberati gli zaini e aperto il lucchetto, le coppie dovevano aprire il bauletto per raggiungere la destinazione per la missione successiva, non prima di aver passato per Place Sekkaia Jdida dove ogni coppia doveva prendere una cassa con il logo di Pechino Express e salire su un mototaxi fino al Detroit Palace portando la cassa fino alla sommità contenente un gruppo di ballerine di danza del ventre. La coppia che è arrivata per prima ha avuto un vantaggio per la missione successiva, inoltre, Costantino ha scelto le due coppie che viaggeranno in simbiosi.
- Prima missione: I viaggiatori arrivati alla città di Chefchaouen, dovevano estrarre un numero e dipingere di indaco la parete numerata di una casa, con la possibilità di chiedere aiuto alla popolazione locale per arrivare in cima. La coppia vincitrice della missione iniziale, ha avuto il vantaggio di dipingere solo mezza parete.
- Seconda missione: Le coppie arrivate alla città di Fez, davanti alla porta di ingresso della città, dovevano caricare un asino per il trasporto delle pelli fino ad arrivare all'antica conceria Sidi Moussa. Una volta arrivati all'antica conceria, i viaggiatori dovevano scaricare le pelli e portarle alle vasche di lavaggio, poi, dovevano prelevare cinque pelli dalle vasche di tintura, fissarle sul gancio di scolo e raggiungere lo stenditoio per appenderle. L'ultima coppia che è arrivata alla conceria, ha dovuto portare due cuscini fino al traguardo intermedio, mentre le altre una volta completata la missione ricevevano un souvenir della città di Fez e le indicazioni per il Libro Rosso.

#### Prova immunità
Le prime quattro coppie arrivate al Libro Rosso, si sono qualificate per disputare la prova immunità che si è tenuta nella città di Hebri.
In questa prova, le quattro coppie ognuna con un proprio colore (rosso per i Ridanciani, giallo per i Promessi Sposi, blu per gli Scoppiati e verde per i Mattutini) dovevano spostare da un recinto grande contenente trenta pecore, dieci pecore del proprio colore in un recinto piccolo con la possibilità di trattenerle per paura che esse scappino in otto minuti. Una volta scaduto il tempo, le coppie per cinque secondi hanno dovuto alzare su le braccia e chi al termine di questi cinque secondi aveva più pecore nel proprio recinto vinceva la prova immunità.

#### Bonus
La coppia vincitrice della prova immunità si è qualificata automaticamente per la tappa successiva con la possibilità di viaggiare comodi.

### 2ª tappa (Midelt → Skoura)
La seconda puntata è andata in onda in prima visione il 27 settembre 2018 nella fascia di prime time su Rai 2.

#### Missioni
- Missione iniziale: Tutte le coppie, dovevano far indossare a vicenda al compagno di coppia un turbante, imparando la tecnica dal signor Moustapha. Una volta indossati i due turbanti, se il signor Moustapha diceva che erano stati correttamente indossati, la coppia riceveva la busta con le indicazioni per la missione successiva insieme ad un cestino, altrimenti dovevano riprovare.
- Prima missione: Le coppie arrivate al villaggio di Ksar Air Sfur, con gli ingredienti siti nel cestino, ospitate da una famiglia locale dovevano preparare il pane berbero. Dopo aver cotto il pane, i viaggiatori ricevevano la busta con le indicazioni per il traguardo intermedio, dove, arrivati nella località di Erfoud, nella Place des Forces Armées Royales prima di raggiungere il Libro Rosso di Pechino Express, dovevano prendere delle coperte, una riserva d'acqua e un vassoio con dell'urina di dromedario. Solo dopo aver preso tutti gli oggetti, le coppie potevano recarsi verso il traguardo intermedio, inoltre, se il livello di urina non era sufficiente dovevano aspettare tre minuti prima di firmare il Libro Rosso.
- Seconda missione: Le coppie arrivate al villaggio di Ait Senan, dovevano svolgere alcune missioni legate alla leggenda della mano di Fatima: dapprima i viaggiatori dovevano mangiare una di cinque ciotole con dentro una zuppa a base di harissa e se trovavano sotto la ciotola il logo di Pechino Express potevano proseguire, altrimenti, dovevano ritentare; successivamente, dovevano sbucciare le cipolle fino ad arrivare a piangere e infine solo dopo essere arrivati al pianto cercare la mano di Fatima del proprio colore nascosta in una casba abbandonata. Solo dopo aver completato tutte le missioni, le coppie potevano proseguire in autostop verso il traguardo di tappa.
- Terza missione: In questa missione, le coppie arrivate in seconda e in terza posizione, dovevano far indossare nove magliette alla popolazione locale con delle lettere stampate e comporre i cognomi delle componenti della coppia che partiva dalla tappa successiva. La coppia che per prima ha composto i cognomi della coppia, ha vinto un vantaggio per la tappa successiva consistente nel ripartire con dieci minuti di vantaggio sugli avversari dopo il primo stop alla gara.

#### Prova vantaggio
Le prime tre coppie arrivate al Libro Rosso, si sono qualificate per disputare la prova vantaggio che si è tenuta nel deserto del Sahara più precisamente a Merzouga, nei pressi del confine con l'Algeria.
In questa prova, un componente della coppia legato ad un ramo doveva fare da guida con un binocolo e una radio al compagno bendato che doveva recuperare camminando tra le dune del deserto quattro ossa del colore della propria squadra (blu per i Promessi Sposi, verde per le Mannequin e giallo per i Mattutini). Una volta recuperati tutti gli arti, il compagno bendato doveva raggiungere l'altro, slegarlo e comporre i pezzi del proprio scheletro. Una volta completato lo scheletro, la coppia che per prima aveva completato lo scheletro aveva vinto la prova vantaggio.

#### Bonus
La coppia vincitrice della prova vantaggio ha avuto il bonus di guadagnare due posizioni in classifica all'arrivo del traguardo di tappa, inoltre ha dovuto assegnare un handicap ad una delle coppie avversarie, la quale doveva portare fino al traguardo uno scheletro.

### 3ª tappa (Ouarzazate → Oualidia)
La terza puntata è andata in onda in prima visione il 4 ottobre 2018 nella fascia di prime time su Rai 2.

#### Missioni
- Missione iniziale: I viaggiatori, dagli Atlas Film Corporation Studios di Ouarzazate, dovevano recitare la scena di un film presa dalla pellicola di Sergio Corbucci, Il figlio di Spartacus. Le coppie divise in tre gruppi da quattro, dovevano interpretare i ruoli di Crasso, Rando, Vezio e Clodia. Una volta presi i tablet per vedere la scena e i copioni, le coppie in un'ora dovevano ripassare la parte loro assegnata ed infine esibirsi davanti a una giuria composta da tre maestranze locali del cinema, più Costantino. Solo al termine dell'esibizione, il gruppo che ha preso più voti poteva partire per prima e proseguire per la prossima missione.
- Prima missione: Le coppie arrivate nella Place Jamaa el Fna a Marrakech, dovevano trovare un uomo con due casse con il logo di Pechino Express e poi prendere una delle buste con le indicazioni per la missione successiva dalla cassa piena di serpenti.
- Seconda missione: Una volta recuperata la busta, i viaggiatori, con i 500 dirham contenenti in quest'ultima dovevano comprare contrattando ogni affare: un cuscino berbero, il sapone di olive, il dolce Shebakia, una lampada tradizionale e un paio di babbucce argentate. Solo dopo aver acquistato gli oggetti, le coppie dovevano prendere la busta con le indicazioni per il traguardo intermedio, farsi tatuare il proprio nome in arabo e poi raggiungere la riad "Les Mille et Une Nuits", dove la coppia che è arrivata per prima ha vinto l'immunità e il bonus.
- Terza missione: In questa missione, le coppie viaggiavano mischiate ed erano così composte:

- Francisco Porcella e Patrizia Rossetti;
- Tommy Kuti e Marcello Cirillo;
- Sarah Balivo e Linda Morselli;
- Adriana Volpe e Riccardo Di Pasquale;
- Rachele Fogar e Fabrizio Colica;
- Roberta Giarrusso e Andrea Montovoli;
- Maria Teresa Ruta e Sara Ventura.
A tutte queste nuove coppie, è stata consegnata una scatola con il logo di Pechino Express e potevano aprirla solo dopo che Costantino non li abbia autorizzati via radio, poi, dopo lo stop alla gara le coppie dopo aver aperto la scatola dovevano convincere un locale a farsi radere la barba o i baffi e poi fare una foto con il tablet inviandola a Costantino. Il giorno seguente, alla ripresa del gioco, i viaggiatori dovevano fermarsi ad una bandiera con il logo di Pechino Express, aspettare il proprio compagno originario e poi ripartire verso il traguardo di tappa.

#### Bonus
La coppia arrivata per prima al traguardo intermedio, ha potuto alloggiare in un albergo di lusso, fare un Hammam e passare la serata per il centro della città di Marrakech.

#### Prova per la coppia velata
La coppia dei Mattutini, in questa missione Coppia velata, per poter rientrare in gioco ha dovuto catturare lungo il percorso fino al traguardo intermedio di Marrakesh almeno tre coppie a bordo di un multivan e fare un selfie con loro da mandare a Costantino tramite tablet. Poi, dovevano fare alle coppie catturate una domanda di cultura generale, e se rispondevano esattamente ricevevano in premio un oggetto da portare a mano fino al traguardo intermedio di Marrakech, invece, se rispondevano erroneamente dovevano fermarsi per cinque minuti.

### 4ª tappa (Oualidia → Swala Boma)
La quarta puntata è andata in onda in prima visione l'11 ottobre 2018 nella fascia di prime time su Rai 2.

#### Missioni
- Missione iniziale: In questa missione iniziale, i viaggiatori dovevano raggiungere su una barca a remi una boa e raccogliere una nassa piena di ostriche, poi, dovevano tornare a riva, portare le ostriche nella zona di pulitura, ricevere lo stesso quantitativo di ostriche già pulite e portarlo al cameriere del ristorante, il quale, dava loro l'indicazione per il traguardo intermedio dove la coppia che è arrivata per prima alla Cité Portugaise di El Jadida ha vinto l'immunità.
- Prima missione: Tutte le altre coppie, hanno dovuto proseguire verso la spiaggia di Tamaris, prendere una tavola da surf e portarla verso il mercato del pesce a La Mrissa dove le prime due coppie che sono arrivate si sono qualificate per la Tanzania, mentre le altre dovevano continuare a correre.
- Seconda missione: Gli altri viaggiatori, hanno dovuto proseguire per Ain Diab dove nella spiaggia, hanno dovuto preparare dal proprio banchetto del "Dkika bar" una spremuta d'arancia riempiendo una caraffa e facendola bere ai bagnanti che si trovavano sul bagnasciuga. Una volta completata la missione, le coppie ricevevano le indicazioni del terzo traguardo (Place des Jardins Publiques di Casablanca) dove le due coppie che sono arrivate per prime si sono qualificate per la Tanzania mentre le altre hanno dovuto proseguire la gara.
- Terza missione: Le altre tre coppie rimaste hanno dovuto correre verso il souk Zitoun nella Place Moulay Yussef a Casablanca e lì dovevano assaggiare cinque varietà di olive, poi, dovevano comprarle al mercato riconoscendone la varietà e poi abbinarle in cinque taginières al tipo di oliva corrispondente. Se tutti gli abbinamenti erano giusti, i viaggiatori ricevevano la busta con il quarto traguardo (Moschea Hassan II) dove la coppia che è arrivata per prima si è qualificata per la Tanzania, mentre le altre due si sono dovute scontrare in un'ultima missione.
- Quarta missione: Le ultime due coppie rimaste in gara, dovevano correre verso il cinema teatro Rialto, prendere due cartonati di Humphrey Bogart e Ingrid Bergman, protagonisti del celeberrimo film Casablanca e tornare alla Moschea Hassan II. La coppia che per prima è arrivata alla moschea, si è qualificata per la Tanzania, mentre l'altra è stata eliminata definitivamente.
- Quinta missione: I viaggiatori, dopo essere sbarcati in Tanzania, dovevano indossare delle ciabatte massaggianti taiwanesi e poi andare verso il mercato, dove in alcuni banconi contrassegnati dal logo di Pechino Express, le coppie tra dei cumuli di calzature dovevano recuperare le proprie scarpe. Le ciabatte massaggianti non si potevano togliere fino a che un componente della coppia non abbia ritrovato le proprie scarpe, poi, una volta che la coppia ha ritrovato le sue calzature ricevevano da un giudice locale la busta con le indicazioni per il mercato di Sanya Juu, dove arrivati lì accompagnati ognuno da un guerriero Masai hanno poi proseguito a piedi fino al traguardo di tappa nel villaggio Masai di Swala Boma.

#### Bonus
La coppia arrivata per prima al traguardo intermedio, ha potuto cenare in un ristorante di lusso di Casablanca, visitare in velivolo la cima del Kilimangiaro e passare un'esperienza tra la tribù dei Masai.

### 5ª tappa (Fuka → Babati)
La quinta puntata è andata in onda in prima visione il 18 ottobre 2018 nella fascia di prime time su Rai 2.

#### Missioni
Prima dell'inizio della tappa, si è aggiunta una nuova coppia di viaggiatori alla gara, che insieme al proprio compagno hanno viaggiato come "zavorre", ognuno con le ultime due coppie a rischio eliminazione della scorsa tappa, fino al traguardo finale.
- Missione iniziale: In questa missione, le coppie hanno dovuto decidere in tre minuti quali vestiti e oggetti personali donare al popolo tanzaniano mettendoli dentro una cesta. Al termine della prova, tutte le ceste venivano pesate e la coppia che ha donato più oggetti e che aveva la cesta più pesante poteva partire per prima con cinque minuti d'anticipo rispetto agli avversari, mentre le altre a tre minuti l'una dall'altra.
- Prima missione: I viaggiatori, arrivati al Naura Springs Hotel di Arusha, hanno dovuto contare le facce di una gemma a scelta della pietra preziosa della tanzanite. Solo dopo aver indovinato il numero esatto delle facce, ricevevano la busta con le indicazioni per la missione successiva.
- Seconda missione: Le coppie, dopo aver aperto la busta contenente un tablet e un copione, dovevano realizzare uno spot insieme ad una famiglia locale del piatto nazionale dell'ugali. In questa missione, la coppia che ha realizzato il migliore spot si qualificava per la prova immunità, invece, se a vincere la missione era una coppia già qualificata per il Libro Rosso la quarta coppia arrivata al Libro Rosso si qualificava per la prova immunità. Inoltre, le tre coppie arrivate al Libro Rosso sono state ospitate da una persona di una tribù locale, mentre le altre hanno dovuto cercare alloggio.
- Terza missione: In questa missione, i viaggiatori dopo aver ricevuto una cornice e un tablet, hanno dovuto fare 50 ritratti di persone che mandano un bacio, poi, dovevano inviarle a Costantino il quale le valutava e le vendeva per un dollaro ciascuna per beneficenza. Prima di iniziare, però, tutte le coppie hanno dovuto bere ciascuno un bicchiere di mbege, che è un distillato di banane bollite per sei ore e poi fatte fermentare al sole per una settimana. Solo dopo aver completato la missione, i viaggiatori ricevevano la busta con le indicazioni per il traguardo di tappa.

#### Prova immunità
Le prime quattro coppie arrivate al Libro Rosso, si sono qualificate per disputare la prova immunità.
In questa prova, le coppie si sono dovute scontrare nel gioco dei pugni di riso, dove un componente della coppia in piedi su un tronco doveva colpire l'avversario senza toccare la testa con un bastone di bambù che aveva alle estremità un cuscino di riso facendolo cadere.
La prova si è svolta in un quadrangolare, dove la prima coppia ha affrontato la terza e la seconda contro la quarta. Durante le singole manche, passava il turno la coppia che aveva buttato per due volte l'avversario al netto di tre incontri, poi, le due coppie vincitrici si sono dovute scontrare nella finale dove la coppia che ha buttato giù l'avversario per due volte ha vinto la prova immunità.

#### Bonus
La coppia che ha vinto la prova immunità oltre a qualificarsi per la tappa successiva, ha potuto alloggiare in un albergo di lusso e fare un'escursione sul lago Babati insieme agli ippopotami.

### 6ª tappa (Babati → Dodoma)
La sesta puntata è andata in onda in prima visione il 25 ottobre 2018 nella fascia di prime time su Rai 2.

#### Missioni
- Missione iniziale: In questa missione, le coppie hanno giocato mischiate ed erano così composte:

- Patrizia Rossetti e Francisco Porcella;
- Maria Teresa Ruta e Tommy Kuti;
- Tommaso Zorzi e Sara Ventura;
- Paola Caruso e Roberto Meloni;
- Rachele Fogar e Simone Morandi;
- Sarah Balivo e Andrea Montovoli;
- Linda Morselli e Fabrizio Colica.
Inizialmente, le coppie dovevano remare con una canoa, raggiungere una boa, ancorarsi e gonfiare un ippopotamo gonfiabile con una pompa che si trovava dentro la canoa. Una volta gonfiato l'ippopotamo trascinandolo in acqua, le coppie dovevano tornare a riva e risolvere singolarmente un problema di matematica. Il componente che per primo ha risolto il problema, faceva vincere la propria coppia l'immunità e il bonus.
- Prima missione: I viaggiatori, dopo aver aperto la busta datagli il giorno precedente, dovevano trovare una persona con uno dei tagli di capelli rappresentati e con lui raggiungere la città di Dareda arrivando ad un barber shop. Una volta raggiunto il barber shop, i viaggiatori ricevevano le indicazioni per il Libro Rosso di Pechino Express, dove le prime tre coppie che sono arrivate si sono qualificate per la prova vantaggio.
- Seconda missione: Le coppie, arrivate in un'aula di una scuola, dovevano imparare a memoria in swahili i nomi di dieci animali grazie all'aiuto dei bambini e far imparare a questi ultimi gli equivalenti in italiano. Una volta terminato l'apprendimento, le coppie dovevano recarsi con un bambino a scelta, da un maestro e sostenere entrambi un esame dove se veniva superato le coppie ricevano la busta con le indicazioni della missione successiva, altrimenti, dovevano tornare a studiare.
- Terza missione: I viaggiatori, dopo aver aperto la busta contenente un tablet, dovevano scattare una foto di due persone locali assomiglianti a loro e poi raggiungere Costantino nell'ufficio municipale della città di Singida dove se le foto erano soddisfacenti ricevevano la busta con le indicazioni per la prossima missione.
- Quarta missione: Le coppie, aperta la busta, dovevano memorizzare dieci impronte di animali che avevano imparato nella seconda missione della tappa e poi dovevano raggiungere un parco dove un giudice mostrava loro le impronte di quattro animali e le coppie dovevano disegnare gli animali corrispondenti alle impronte incise su una pietra. Solo dopo aver risolto l'enigma, le coppie ricevevano le indicazioni per il traguardo di tappa.

#### Prova vantaggio
Le prime tre coppie arrivate al Libro Rosso, si sono qualificate per disputare la prova vantaggio.
In questa prova, disputatasi sul lago Balangida, le tre coppie dovevano raccogliere in 20 minuti più sale possibile. Inizialmente, un componente della coppia doveva raccogliere con un cucchiaino il sale da dei cumuli contrassegnati dal proprio colore, e portarlo dentro un secchio senza usare le mani. Mentre l'altro, doveva sistemare un turbante, raccogliere del sale sopra un piatto e portarlo sulla testa fino ad un secchio senza mai toccarlo con le mani. Ogni cinque minuti, i componenti della coppia dovevano darsi il cambio e al termine della prova, la coppia che ha raccolto più sale vinceva la prova vantaggio.

#### Bonus
La coppia che ha vinto la prova vantaggio ha guadagnato due posizioni in classifica all'arrivo al traguardo di tappa, inoltre, ha dovuto decidere quale coppia tra le due simbiotiche doveva viaggiare fino al traguardo di tappa con il predicatore pentecostale Freddy.

#### Handicap
Dopo la prova vantaggio, Costantino ha assegnato la bandiera nera alla coppia degli Scoppiati.

### 7ª tappa (Dodoma → Dar es Salaam)
La settima puntata è andata in onda in prima visione il 1º novembre 2018 nella fascia di prime time su Rai 2.

#### Missioni
- Missione iniziale: In questa missione, le coppie dopo aver ricevuto delle business card con il numero di cellulare di Costantino, dovevano mandare un sms con il nome della coppia che amavano di più grazie all'ausilio delle persone locali che mediante il loro cellulare dovevano esprimere la propria preferenza tramite il televoto per un totale di 10 voti. Una volta completata la missione, le coppie dovevano raggiungere Costantino al Saba Market dove in cambio dei televoti ricevevano la busta con le indicazioni per la missione successiva insieme ai soldi per comprare dei vestiti locali cuciti dalle sarte di Dodoma riconoscendole dal pezzo di stoffa che era lì contenuto.
- Prima missione: I viaggiatori, arrivati a Morogoro dovevano camminare lungo un percorso di trekking sul monte Uluguru fino al traguardo del Libro Rosso, dove le ultime due coppie arrivate hanno dovuto affrontare la prova svantaggio. Inoltre, a metà percorso, le coppie prima di proseguire hanno dovuto fermarsi tirare un dado e bere a seconda del numero che è uscito dei bicchieri di loshoro, che è una bevanda a base di latte acido, banane verdi e tuberi vari, poi, dovevano votare una seconda volta su una lavagna per la coppia che amavano di più assegnandole cinque punti.
- Seconda missione: Prima dell'inizio della missione, le coppie hanno dovuto votare per la terza volta la coppia preferita mettendo su una lavagna la propria foto accanto a quella della coppia preferita assegnandole altri cinque punti, poi, arrivate nella località di Ubenazomozi in una tenuta hanno dovuto raccogliere 40 foglie di agave, legarle in quattro mazzi e consegnarle ad un contadino che dava loro delle fibre di sisal già lavorate. Infine, con le fibre di sisal, i viaggiatori dovevano intrecciarle e creare una fune lunga cinque metri. Solo dopo aver completato la missione, ricevevano la busta con le indicazioni per proseguire la gara.
- Terza missione: Le coppie in direzione di Dar es Salaam, prima di iniziare la missione, hanno dovuto votare per l'ultima volta la loro coppia preferita mandando un sms al numero di Costantino grazie all'aiuto della popolazione locale e correre verso il traguardo di tappa, dove al termine della gara la coppia che ha ricevuto più voti dalle altre è avanzata di una posizione in classifica.

#### Prova svantaggio
In questa prova, che si è svolta alla Mbete Primary School di Morogoro, hanno partecipato le ultime due coppie arrivate al Libro Rosso di Pechino Express. I viaggiatori, hanno dovuto preparare un piatto di pasta in un'ora di tempo di cui uno con un condimento a base di salsa di pomodoro e varie verdure e l'altro con sole verdure. Inoltre, hanno potuto scegliere nella preparazione del piatto una coppia che lavorava con loro.
Al termine del tempo, i piatti venivano assaggiati e giudicati da una giuria di sette persone locali, dove la coppia che ha ricevuto più voti ha vinto la prova svantaggio.

#### Handicap
La coppia che ha perso la prova svantaggio, ha dovuto viaggiare con un gallo fino al traguardo di tappa e ha perso una posizione in classifica all'arrivo, inoltre, ha potuto decidere quale coppia avversaria doveva viaggiare con un altro gallo fino alla fine della tappa.

### 8ª tappa (Zanzibar)
L'ottava puntata è andata in onda in prima visione l'8 novembre 2018 nella fascia di prime time su Rai 2.

#### Missioni
- Missione iniziale: I viaggiatori singoli, dalla piazza del centro di Stone Town, dopo aver ricevuto una foto di un portone del centro storico, dovevano trovarlo recandosi in una delle case del centro, e poi, dovevano cercare dentro una scatola magica la chiave per liberare dalla catena ed un lucchetto tipico di Zanzibar il proprio compagno. Una volta liberato il compagno, i viaggiatori dovevano tornare nella piazza di Stone Town dove la prima coppia che ha completato la missione, ha vinto la qualificazione alla semifinale e la possibilità di visitare l'isola di Zanzibar, mentre le altre hanno dovuto proseguire per la missione successiva. L'ordine di partenza, è stato deciso a seconda delle tappe vinte e ognuno è partito a distanza di cinque minuti dall'altra.
- Prima missione: Le coppie arrivate al Palazzo Marubi, dovevano seguire insieme ad una signora locale, la preparazione dei bianchetti, dapprima raggiungendo le barche in mare e poi riempire due secchi con i pesci di piccola taglia, poi, una volta tornati a riva dovevano svuotarli su un telo davanti alla signora e infine, una volta ricevuti sei cestelli pieni di pesce da bollire mentre la signora cucinava il pesce, la coppia doveva stendere su un telo altri due secchi di pesce per l'essiccazione. Solo dopo aver completato la missione, le coppie ricevevano le indicazioni per proseguire la gara.
- Seconda missione: I viaggiatori arrivati alla Mbweni Anglican Church, dovevano prendere una busta con le indicazioni per il Libro Rosso di Pechino Express, in cui hanno preso parte alla prova vantaggio tutte e quattro le coppie in gara.
- Terza missione: Le coppie arrivate alla Kizimbani Spice Farm, dovevano arrivare in un campo agricolo dovevano assaggiare due degli otto tipi di biscotti preparati con otto tipi di spezie, poi, una volta riconosciute le spezie dovevano correre nel campo, prendere un frutto o una radice della pianta cui deriva la spezia e portarlo ad un giudice locale. Se le spezie erano state abbinate correttamente, le coppie ricevevano le indicazioni per la missione successiva, altrimenti, dovevano ritentare.
- Quarta missione: Le coppie arrivate alla spiaggia di Jambiani, dovevano raccogliere tre chili di alghe rosse e poi portarle ad una signora locale per il peso. Se il peso era inferiore, la coppia doveva ripartire dopo otto minuti, altrimenti, ricevevano immediatamente la busta con le indicazioni per il terzo traguardo (Vecchio Forte di Stone Town) dove la coppia che è arrivata per prima si è qualificata per la semifinale.
- Quinta missione: Le altre coppie arrivate nel Vecchio Forte di Stone Town dovevano intagliare con martello e scalpello una tavoletta di legno ed incidere in arabo una scritta che indicava il traguardo da raggiungere. Una volta raggiunto il luogo, che era l'hammam persiano di Stone Town, le coppie dovevano tornare nel Vecchio Forte insieme a tre turisti di diversa nazionalità, dove l'ultima coppia arrivata insieme ai tre turisti veniva eliminata definitivamente, mentre le altre si sono qualificate per la semifinale.

#### Prova vantaggio
In questa prova, hanno preso parte tutte e quattro le coppie in gara, dove dalla spiaggia di Nungwi, ogni coppia a due minuti di distanza dall'altra a seconda dell'ordine di arrivo al Libro Rosso doveva prendere una barca e remare fino alla boa contrassegnata dal proprio colore, poi, un componente della coppia doveva tuffarsi e recuperare una rete piena di quindici tessere di un puzzle e tornare alla riva sempre remando insieme al compagno. Una volta raggiunta la riva, le coppie dovevano recuperare in un recinto contrassegnato dal proprio colore altre quindici tessere nascoste sotto la sabbia e infine, con le tessere dovevano comporre il puzzle raffigurante la bandiera del Sudafrica. Al termine della prova, la coppia che per prima ha completato il puzzle ha vinto la prova vantaggio.

#### Bonus
La coppia che ha vinto la prova vantaggio, è potuta partire con 15 minuti di anticipo sugli avversari alla ripartenza della gara il giorno successivo. Inoltre, ha potuto decidere due coppie alle quali assegnare le "zavorre", cioè viaggiare per un tragitto (fino alla quinta missione) insieme ad un componente della coppia delle Signore della TV.

### 9ª tappa (Tsitsikamma → Capo Agulhas)
La nona puntata è andata in onda in prima visione il 15 novembre 2018 nella fascia di prime time su Rai 2.

#### Missioni
- Missione iniziale: Dalla bocca dello Storms River di Tsitsikamma, le coppie mischiate dovevano remare tra le anse del fiume e recuperare tre bandiere del proprio colore contrassegnate da delle boe, poi, dovevano remare verso il ponte sospeso dove la prima coppia che ha raggiunto il ponte ha vinto ed è potuta partire per prima con cinque minuti di vantaggio sugli avversari. Le altre coppie mischiate, sono ripartite sempre a distanza di cinque minuti l'una dall'altra a seconda dell'ordine d'arrivo.

Le coppie mixate erano così composte:
- Maria Teresa Ruta e Francisco Porcella;
- Patrizia Rossetti e Andrea Montovoli;
- Rachele Fogar e Tommy Kuti;
- Linda Morselli e Fabrizio Colica.
- Prima missione: I viaggiatori mixati, dopo aver aperto la busta con le indicazioni per la missione successiva, dovevano raggiungere il Parco Monkeyland e fotografare due delle quattro specie di lemuri o scimmie indicate nella busta rossa, poi, dovevano raggiungere la ranger del parco Lora e se le foto erano correttamente abbinate, ricevevano un'altra busta con le indicazioni per il prosieguo della gara.
- Seconda missione: Le coppie miste, arrivate alla George Redberry Farm, dovevano attraversare un labirinto tenendo una bandiera sempre alzata, poi, durante la missione dopo aver preso la mappa dovevano raggiungere tre stazioni contrassegnate dal logo di Pechino Express e obliterare la mappa dimostrando di essere passati da lì. Se durante il percorso, le coppie miste incontravano Arianna ricevevano un timbro, mentre se incontravano il Minotauro dovevano aspettare tre minuti prima di ripartire. Una volta aver ricevuto tre timbri, le coppie miste dovevano raggiungere un giudice locale il quale dava loro la busta con le indicazioni per il Libro Rosso di Pechino Express dove le prime due coppie miste che sono arrivate a quest'ultimo si sono qualificate per la prova vantaggio.
- Terza missione: I viaggiatori tornati nella loro composizione originaria, dovevano raggiungere il Ronnies Sex Shop, appendere un loro abbigliamento intimo sul soffitto del locale e brindare con il titolare. Solo dopo aver fatto il brindisi, i viaggiatori ricevevano una busta contenente un album fotografico con le foto scattate durante il loro percorso di viaggio che potevano aprire solo dopo aver trovato ospitalità per la notte. Il giorno dopo, le coppie sono poi proseguite verso il traguardo di tappa.

#### Prova vantaggio
In questa prova, le due coppie miste in 20 minuti dovevano caricare sulle spalle del mais e trasportarlo da una postazione all'altra insieme ad un uovo di struzzo tenuto tra due bastoni attraverso un percorso ad ostacoli tra scalette di legno, altalene e il recinto degli struzzi. Se nel cammino, l'uovo di struzzo cadeva e si rompeva, la coppia mista doveva ripartire dall'inizio, mentre se cadeva senza rompersi la coppia mista doveva ripartire da un punto più vicino che era contrassegnato. La coppia mista che era arrivata per prima al Libro Rosso ha avuto due minuti di gioco in più. Al termine della prova, la coppia mista che aveva raccolto più mais vinceva la prima parte della prova ed ogni uovo di struzzo che portava a traguardo faceva aggiungere 500 grammi al proprio carico.
Nella seconda parte della prova vantaggio, i componenti della coppia mista ricongiunti ai loro compagni originari dovevano aprire un uovo di struzzo con degli attrezzi che erano a disposizione e poi montare a neve l'albume con una frusta a mano. Per verificare, se l'albume era stato montato a sufficienza, la coppia doveva rovesciare la ciotola sulla testa e se l'albume era ben montato e non cadeva, la coppia che per prima ha completato il lavoro vinceva la prova vantaggio, altrimenti, se una coppia nel rovesciare la ciotola piena dell'albume vedeva cadere il preparato regalava la vittoria alla coppia avversaria.

#### Bonus
La coppia che ha vinto la prova vantaggio, ha potuto passare la notte in un albergo e fare shark cage diving con gli squali bianchi, poi, alla ripresa della gara è potuta ripartire davanti a tutti, mentre quella che ha perso è potuta ripartire con 10 minuti di anticipo sugli avversari.

### 10ª tappa (Paarl → Città del Capo)
La decima puntata è andata in onda il 22 novembre 2018 in prima visione nella fascia di prime time su Rai 2.

#### Missioni
- Missione iniziale: In questa missione, le coppie dalla Mbekweni Primary School di Paarl, dopo aver preso un testo che riassume la storia di Nelson Mandela dovevano studiare la storia del presidente del Sud Africa per 15 minuti insieme al gruppo di bambini di una classe. Dopo aver studiato, le coppie insieme al gruppo di studenti dovevano rispondere a delle domande sulla storia di Mandela dapprima consultandosi e poi prenotandosi alzando un palloncino, scegliendo il bambino portavoce che doveva rispondere. Se la risposta era esatta la classe faceva assegnare un punto ad una coppia, altrimenti, tutto rimaneva invariato. Le coppie che totalizzavano 6 punti al termine della prova, ricevevano la busta con le indicazioni per la missione successiva.
- Prima missione: I viaggiatori dopo aver lasciato la scuola, dovevano recarsi dapprima davanti alla statua di Nelson Mandela presso la Drakenstein Prison accendendo una candela, depositando dei fiori e scrivendo un proprio pensiero in onore del defunto presidente e poi raggiungere il campo di rugby del Paul Roos Gymnasium di Stellenbosch. Una volta raggiunto il campo, i viaggiatori dovevano prendere almeno tre nastrini di colore diverso attaccati ad 11 giocatori di rugby in allenamento e poi scegliere uno dei rugbisti per lanciare la palla ovale verso un tabellone con raffigurate le coppie vincitrici delle varie edizioni di Pechino Express dove per ogni edizione corrispondeva un determinato punteggio. I viaggiatori una volta totalizzati 10 punti ricevevano la busta con le indicazioni per la missione successiva.
- Seconda missione: Le coppie arrivate al Guga Sthebe dovevano imparare e ballare una coreografia di gumboot, che era il ballo tipico delle township sudafricane, una volta indossati tuta e stivali insieme ad un insegnante. Quando la coppia si riteneva pronta, poteva unirsi ad un gruppo di ballerini e ballare la coreografia, dove se veniva eseguita senza commettere errori poteva ripartire per la missione successiva, altrimenti, doveva riprovare.
- Terza missione: I viaggiatori, arrivati al Metropolitan Golf Club di Città del Capo, alternandosi, dovevano in un solo colpo mandare in buca una pallina da golf da una distanza fissata. Solo dopo aver mandato in buca la pallina, le coppie ricevevano la busta con le indicazioni del primo traguardo (Nobel Square) dove la coppia che è arrivata per ultima ha avuto uno svantaggio di cinque minuti nella prima missione finale.

#### Missioni finali
- Prima missione: Le coppie dalle Atlantis Dunes, dovevano correre verso una duna e recarsi presso una piccola tenda del proprio colore, poi, con un metal detector dovevano trovare e raccogliere cinque placche di metallo nascoste sotto la sabbia. Una volta recuperate tutte le placche, le coppie dovevano raggiungere Costantino, il quale diceva loro che su queste ultime era scritto un indirizzo da raggiungere per la missione successiva e che solo uno di quello era l'indirizzo corretto.
- Seconda missione: I viaggiatori raggiunto il Castello di Buona Speranza, venivano separati e incappucciati da un boia dove un membro della coppia veniva fatto prigioniero e legato da una catena dal torturatore, mentre l'altro veniva rinchiuso in una stanza buia. Il componente rinchiuso nella stanza buia, doveva trovare su quindici chiavi nascoste, una chiave che apriva un forziere con dentro una parola d'ordine che era "LIBERTÀ". Nel farlo, doveva pronunciare urlando sette parole suggerite da Costantino: "AIUTO!", "FA MALE!", "BASTA!", "AHI!", "AIUTO MARIA TERESA!", "AIUTO RACHELE!" e "AIUTO TOMMY!" che facevano accendere una luce per pochi secondi. Una volta aperto il forziere, il componente della coppia poteva raggiungere il compagno, liberarlo e proseguire verso la missione successiva.
- Terza missione: Le coppie, raggiunto il Grand Daddy Hotel, presso la terrazza dell'albergo hanno trovato come sorpresa due amici o parenti con i quali sono rimasti per cinque minuti, poi, tutti e quattro insieme dovevano recarsi presso un banchetto di Green Market Square, dove dovevano affrontare la prova degli "otto mostri". Le coppie insieme ai due amici o parenti a turno dovevano girare una ruota e mangiare una delle cibarie contenute nello spicchio indicato da una bandierina. Le cibarie contenute nello spicchio erano: termiti, cimici, bruchi di falena, occhi di pecora, interiora di agnello, orecchie di pecora, naso di maiale e hamburger di fassona piemontese. Le coppie insieme ai due parenti o amici dovevano girare la ruota tre volte ciascuno. Se la ruota si fermava su uno spicchio vuoto si poteva saltare il turno. Al termine della missione, le coppie ricevevano la busta con le indicazioni per il traguardo della Clock Tower Waterfront mentre i parenti hanno dovuto salutarli e rientrare in patria. La coppia che per ultima ha raggiunto il traguardo è stata definitivamente eliminata classificandosi terza.
- Quinta missione: Le due coppie finaliste, dovevano raggiungere l'acquario e cercare tra le vasche dei pesci un sub con le indicazioni del traguardo finale della St. John's Church. Una volta uscite dall'acquario, le coppie finaliste dovevano raggiungere in autostop la chiesa dove la prima coppia che è arrivata sull'altare ha vinto la settima edizione di Pechino Express.

## Ascolti
| Puntata    | Messa in onda     | Telespettatori | Share |
| ---------- | ----------------- | -------------- | ----- |
| 1          | 20 settembre 2018 | 1 911 000      | 9,92% |
| 2          | 27 settembre 2018 | 1 701 000      | 8,32% |
| 3          | 4 ottobre 2018    | 1 517 000      | 7,29% |
| 4          | 11 ottobre 2018   | 1 721 000      | 8,10% |
| 5          | 18 ottobre 2018   | 1 651 000      | 7,60% |
| 6          | 25 ottobre 2018   | 1 246 000      | 5,74% |
| 7          | 1º novembre 2018  | 1 620 000      | 7,40% |
| 8          | 8 novembre 2018   | 1 257 000      | 5,60% |
| Semifinale | 15 novembre 2018  | 1 568 000      | 7,50% |
| Finale     | 22 novembre 2018  | 1 331 000      | 6,30% |
| Media      | Media             | 1 552 300      | 7,37% |